# Hydrure de silyle
Un hydrure de silyle est un composé chimique caractérisé par une liaison entre un atome de silicium et un atome d'hydrogène. Le phénylsilane C6H5SiH3 et le triéthoxysilane (CH3CH2O)3SiH sont des hydrures de silyle.
La liaison Si–H est plus longue qu'une liaison C–H (148 pm contre 105 pm), avec une énergie de liaison par conséquent plus faible (299 kJ/mol contre 338 kJ/mol). L'hydrogène est plus électronégatif que le silicium — d'où la convention de nommage hydrure de silyle — ce qui a pour conséquence de polariser la liaison Si–H dans le sens inverse de celui de la liaison C–H. Les hydrures de silyle sont généralement incolores avec des propriétés physiques (solubilité, volatilité) semblables à celles des hydrocarbures correspondants. Ils peuvent être pyrophoriques, ce qui illustre l'effet important dû au remplacement de liaisons Si–H par des liaisons Si–O.

## Applications et réactions
La principale application des hydrures de silyle est la production de couches minces et de revêtements en silicium. Le silane SiH4 se décompose comme suit :
SiH4 ⟶ Si + 2 H2.
Cette réaction, réalisée par dépôt chimique en phase vapeur, tire profit de la faiblesse de la liaison Si–H. Le deuxième hydrure de silyle le plus produit dans l'industrie est le trichlorosilane SiHCl3.

### Hydrosilylation
Les hydrures de silyle s'additionnent sur les liaisons multiples d'alcènes, d'alcynes, d'imines et de composés carbonylés. De nombreux composés organosiliciés sont produits de cette façon. Par exemple, la vulcanisation de polysiloxanes à terminaison vinylique :

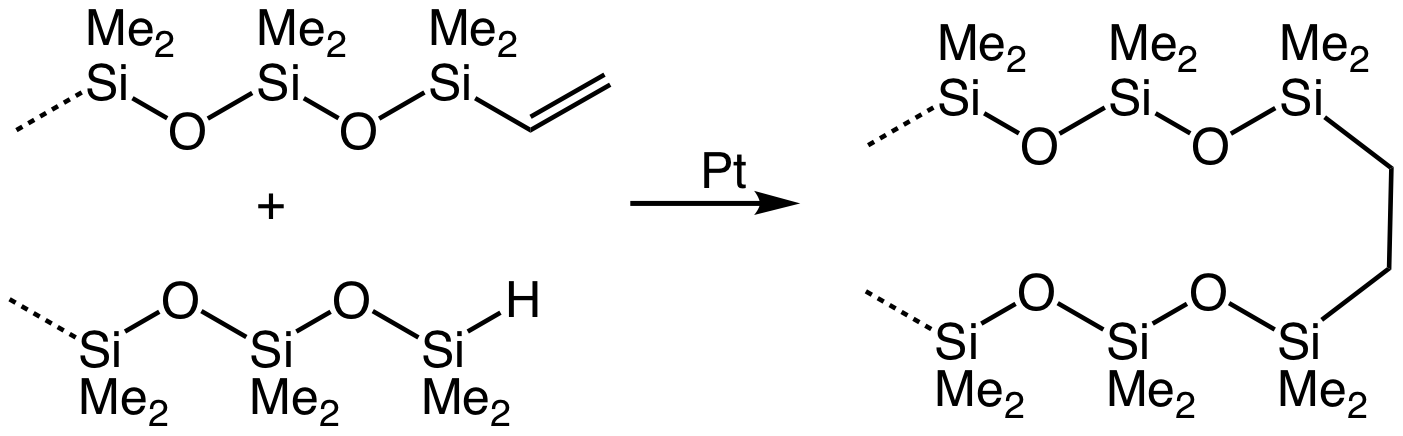
Vulcanisation d'une résine en polysiloxane.

### Réducteurs de laboratoire
Au laboratoire, les hydrures de dilyle sont utilisés comme réducteurs, à l'instar du polyméthylhydrosiloxane (PMHS) –(CH3Si(H)–O)–. Une publication relate par exemple l'utilisation de triéthylsilane (CH3CH2)3SiH pour convertir l'azoture de phényle (en) C6H5N3 en aniline C6H5NH2 :

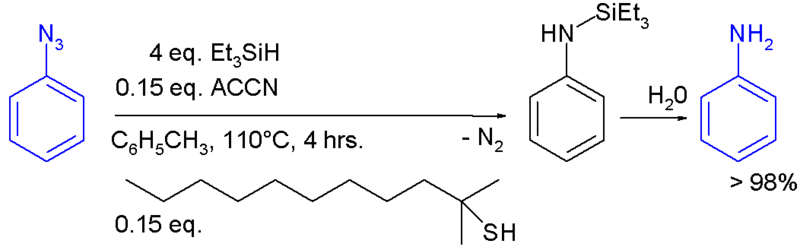

Dans cette réaction, l'ACCN représente l'ACHN, ou 1,1-azobis(cyclohexanecarbonitrile), un amorceur radicalaire ; un thiol aliphatique transfère le radical à l'hydrure de solyle. Le radical triéthylsilyle réagit ensuite avec l'azoture en éliminant l'azote sur un radical N-silylarylaminyle qui capture un proton du thiol pour terminer le cycle catalytique.

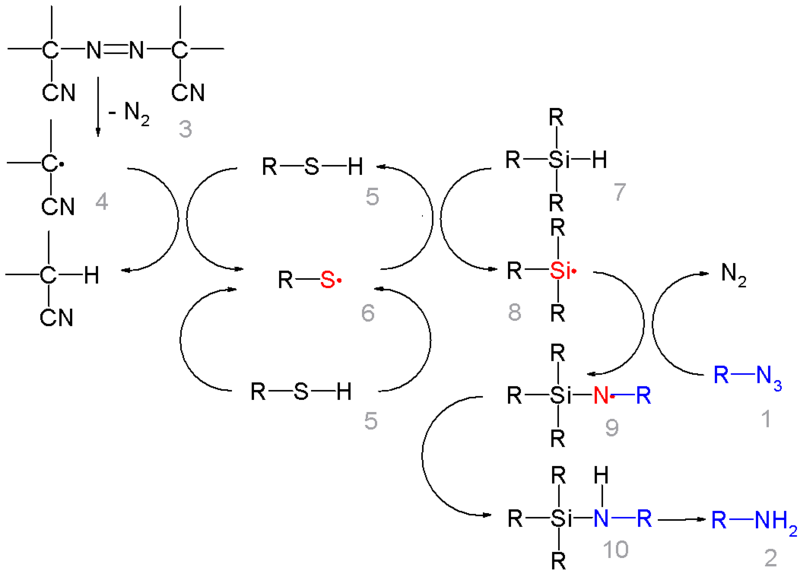

Les hydrures de silyle peuvent réduire des composés difficiles, par exemple le dioxyde de carbone CO2 en méthane CH4. De telles réactions sont cependant stœchiométriques, et il n'est généralement pas possible de produire les quantités d'hydrures de silyle requises pour les réaliser.

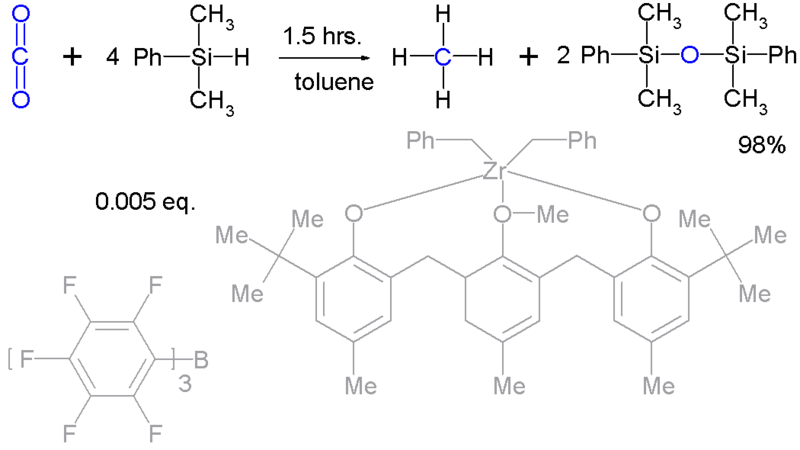

La silylmétallation (en) est un processus apparenté dans lequel un atome métallique remplace l'atome d'hydrogène.